# Вікторія Вільярруель
Вікто́рія-Евхе́нія Вільярруе́ль (ісп. Victoria Eugenia Villarruel, нар.Буенос-Айрес, 13 квітня 1975) — аргентинська юристка, письменниця, активістка і політикиня, чинна віцепрезидентка Аргентинської нації з 10 грудня 2023 року ЗМІ описували її як ультраконсервативного політика. Вона є засновницею громадської асоціації, яка називає себе Центром правових досліджень тероризму та його жертв (CELTYV), яку вона очолює з моменту її створення.
З 10 грудня 2021 року обіймала посаду народної депутатки. У листопаді 2021 року її було обрано національною представницею на виборах до законодавчих органів у коаліції La Libertad Avanza з 17 % голосів разом із Хав'єром Мілеєм, який очолив список. Вони увійшли до Конгресу як депутати від автономного міста Буенос-Айрес. З 8 липня 2022 року вона обіймала посаду президента Демократичної партії провінції Буенос-Айрес. 15 травня 2023 року було офіційно висунуто пропозицію Мілей-Вільярруель на посади президента та віцепрезидента Аргентини, що представляє коаліцію La Libertad Avanza на президентських виборах 2023 року . Пропозиція виявилася найбільш підтримуваною на первинних виборах того ж року.